# Cry (canção de Michael Jackson)
"Cry" é uma canção do cantor e compositor americano Michael Jackson, lançada como segundo single do álbum Invincible, em 2001. A canção foi lançada na Europa ao mesmo tempo em que "Butterflies" foi lançada na América. A canção é a segunda da parceria de R. Kelly com Michael, que anteriormente tinha gravado "You Are Not Alone" e posteriormente "One More Chance".

## Música
Assim como "You Rock My World", "Cry" sofreu ainda mais com a briga de Jackson com a direção da Sony Music. Lançada em dezembro de 2001, sendo da mesma forma do que houve em 1988 com a canção Man in the Mirror, em um vídeo que o astro nem aparece. A faixa esteve no Top 75 por 4 semanas e seu single vendeu 20.000 cópias nos Estados Unidos e 600.000 mundialmente.

## Videoclipe
O vídeo de Cry foi dirigido por Nicholas Brandt, que tinha trabalhado com Michael em três vídeos do álbum HIStory: Earth Song, Childhood e Stranger in Moscow.
Michael recusou-se a fazer o clipe, devido a sua briga com a Sony. O vídeo então foi lançado sem a participação de Michael. A montagem de cenas foi no estilo de Man in the Mirror e Heal The World, no qual Jackson não aparece.
A produção do videoclipe de Cry escolheu seis locais diferentes dos Estados Unidos para filmagem. Em Squaw Valley, 400 pessoas foram chamadas, já em Mare Island Bridge, na Califórnia foi preciso ajuda policial para parar o tráfego na ponte, por um período de 6 horas. Outros locais para a gravação do clipe foram em São Francisco, na praia de Pescadero onde participaram mais de 150 figurantes. A Floresta Nacional de Redwood localizada em San Mateo também foi um cenário organizado por uma equipe de 75 pessoas entre produtores e técnicos.

## Faixas
1. Cry (R. Kelly) 5:00
2. Shout (M. Jackson/T. Riley/C. Forbes/S. Hoskins/C. Lampson/R. Hamilton) 4:20
3. Streetwalker (Michael Jackson) 5:49[1]

## Desempenho nas paradas musicais
| Parada musical (2001)                     | Posição |
| ----------------------------------------- | ------- |
| Austrália - Australian Singles Chart      | 43      |
| Áustria - Austrian Singles Chart          | 65      |
| Bélgica - Belgium (Walonia) Singles chart | 31      |
| Dinamarca - Danish Singles Chart          | 16      |
| Países Baixos - Dutch Singles Chart       | 39      |
| França - France Singles Chart             | 30      |
| Suécia - Swedish Singles Chart            | 48      |
| Suíça - Swiss Singles Chart               | 42      |
| Reino Unido - UK Singles Chart            | 25      |